# Relação entre religião e ciência

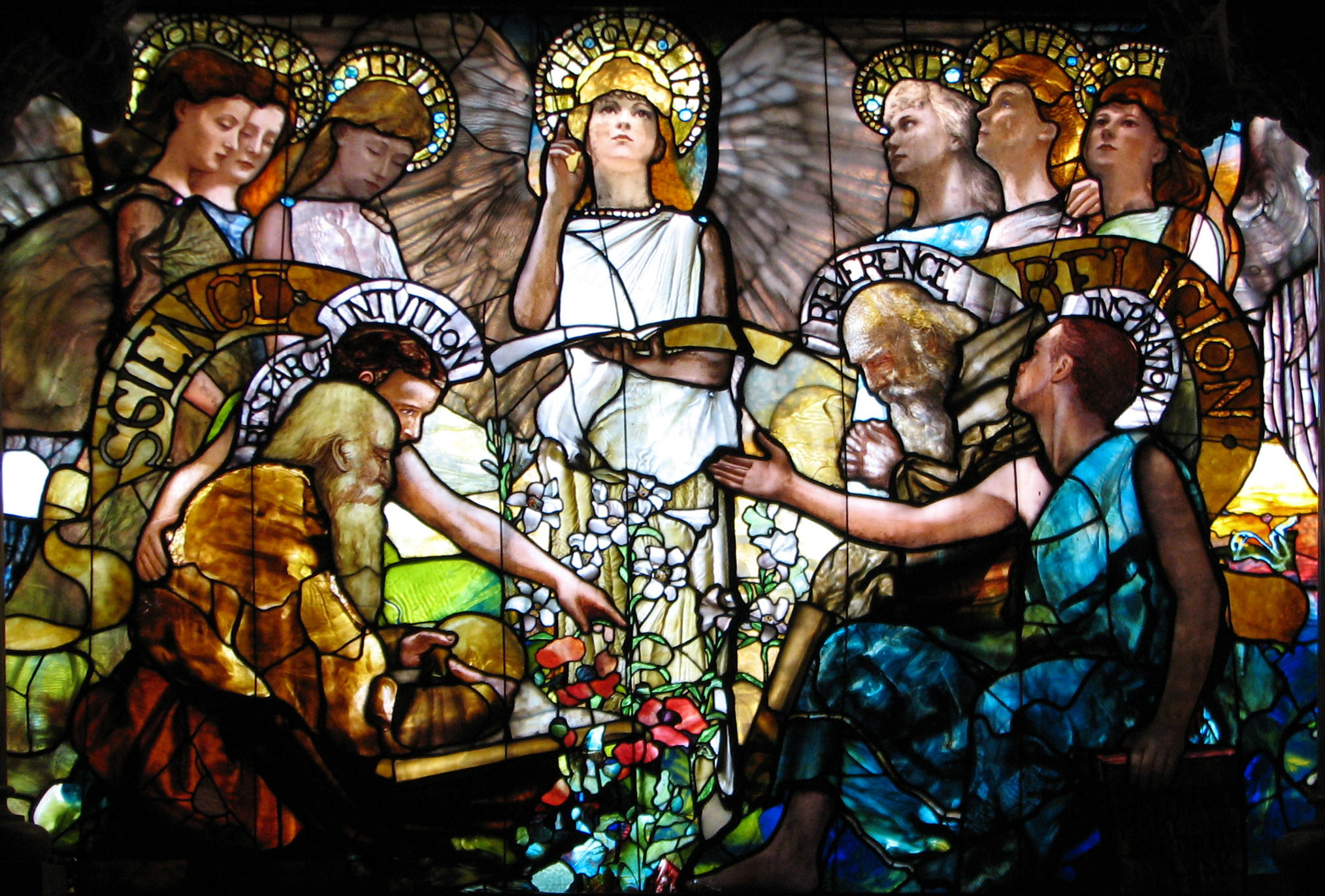
Ciência e religião são retratadas em harmonia por Louis Comfort Tiffany no vitral "Educação" (1890).

Há muitas maneiras de se pensar como se dá a relação entre religião e ciência. A história da humanidade mostra que as visões acerca da natureza da ciência e da natureza da religião mudam com o tempo, de acordo com as concepções filosóficas e contextos políticos, sociais, econômicos, etc.
Historicamente, a ciência tem tido uma relação complexa com a religião; doutrinas religiosas por vezes influenciaram o desenvolvimento científico, enquanto o conhecimento científico tem surtido efeitos sobre crenças religiosas. A visão do ser humano sobre os deuses influencia a visão dele sobre natureza e vice-versa, já que o ser humano é um ser integral. Um ponto de vista descrito por Stephen Jay Gould como magistérios não-sobrepostos (ou não interferentes) - em inglês Non-Overlapping Magisteria (NOMA) - é que a ciência e a religião lidam com aspectos fundamentalmente distintos da experiência humana, e desta forma, quando cada uma delas permanece em seu próprio domínio, elas coexistem de maneira pacífica. Outra visão conhecida como a tese do conflito, afirma que a religião e a ciência inevitavelmente competem pela autoridade sobre a natureza da realidade, de forma que a religião está gradualmente perdendo a guerra contra a ciência ao passo que as explicações científicas tornam-se mais poderosas e gerais. Esta visão foi popularizada no século XIX por John William Draper e Andrew Dickson White.

## Ciências e religiões: construções humanas
A religião e a ciência são construções humanas, que variam com o tempo. Dentro de qualquer religião há uma variedade de posicionamentos, ramificações, segundo as diversas interpretações que fazem das escrituras que consideram sagradas, "inspiradas" por um ou vários deuses, e geralmente tidas como revelações diretas deste(s) ao homem.
Há uma multiplicidade muito grande de pareceres teológicos dentro de cada religião, acompanhando assim a variedade de formas com que o ser humano vê as questões que envolvem os deuses e o homem. Assim também na ciência, há diversas visões sobre sua epistemologia, ou seja, há concepções distintas sobre como o conhecimento científico é gerado e sobre a natureza e autoridade da ciência. Alguns cientistas entendem a ciência como instrumento para se achegar a Verdade Absoluta, outros a veem limitada e restrita às limitações racionais e experimentais humanas. Alguns creem que é possível verificar algo, outros entendem que só é possível excluir possibilidades e outros acham que as infinidades de possibilidades e conjecturas da mente, as formas de pensar humanas não esgotam todas as variáveis do problema, que os experimentos criados são limitados pelas pré-suposições de como é a natureza e que as próprias percepções, medições e sensibilidade aos fatos são limitados. Assim, há uma grande variedade de concepções epistemológicas da ciência e da religião (de como os conhecimentos religiosos e científicos são adquiridos) e das relações entre a ciência e a religião (historicamente e na atualidade), variando do antagonismo e separação até a colaboração próxima.

## Relações entre Ciências e Religiões ao longo da história
As relações entre ciência e religião mudam ao longo da história e envolvem uma gama muito grande e complexa de aspectos, como políticos, sociais, econômicos e aqueles que envolvem as relações de autoridade e poder, visões epistemológicas das épocas, forma das práticas científicas em cada época, relação ciência e sociedade, choques entre culturas distintas, etc.

### Antiguidade
Em todos os tempos, o ser humano sempre buscou conhecer o sobrenatural - os deuses - e a natureza. Na Antiguidade, havia diversas formas de buscar conhecer a natureza, mas algumas delas estavam vinculadas a cultos de natureza espiritual, cultos a divindades e rituais místicos, e mitologia. A idolatria babilônica, suméria, egípcia e posteriormente a grega consistiam em adorar coisas da natureza, invocando-as como deuses para que elas provessem o que necessitavam ou desejavam. Assim, a adoração ao deus sol, por exemplo, consistia em invocação de espíritos, acompanhada de oferendas para que se obtivesse a condição climática favorável para uma colheita aprazível. Na idolatria, a manifestação de espíritos sobre aquele elemento da natureza propiciava a benção desejada pelo adorador. Trata-se de uma visão animista, onde as coisas da natureza ganham "vida" através da invocação da divindade e manifestação de espíritos.
O conhecimento, na Antiguidade, desenvolveu-se em função da agricultura, que era administrada por sacerdotes que efetuavam os cultos aos ídolos, que eram, muitas vezes elementos da natureza. Observar resultados da natureza estava, portanto, muito vinculado à prática da idolatria. Essa forma de conhecer a natureza era associada a invocação de espíritos, com exceção da civilização hebraica, a única que adorava um único deus criador e confiava nele para suas provisões, não adorando as coisas criadas.
Ao lado da idolatria grega, surgiram pensadores na Antiguidade grega que queriam estudar a natureza sem evocar espíritos. Esses buscavam se restringir à razão como principal instrumento para o conhecimento. A dialética e o discurso ganharam muita força nessa época onde as verdades instituídas eram ganhas com base no raciocínio lógico, indução, dedução e na capacidade de persuasão do estudioso. Diversas escolas racionalistas gregas surgiram, das quais as mais famosas são atribuídas a Platão e a Aristóteles. O racionalismo é um movimento filosófico que crê que a razão é instrumento para se achegar a Verdade Absoluta. Ganhou força com as visões platônicas (Platão) de que o mundo das ideias seria um mundo perfeito onde encontra-se a realidade.
A visão platônica é, nesse sentido, dual, uma vez que divide o mundo em duas categorias: o mundo das ideias e das formas e o mundo concreto e sensível. A partir dessa divisão, o filósofo funda a Teoria das Ideias, sistema filosófico platônico (Grécia Antiga), em que Platão define que o conhecimento do mundo ou a Verdade proveriam das ideias ou formas abstratas. Nessa teoria, as formas ou ideias seriam substanciais, eternas e imutáveis - aquilo que permanece apesar das mudanças - são o que oferecem a verdadeira realidade e não o mundo material, mutável e sensível. A realidade viria, portanto, do mundo inteligível, de conceitos abstratos, como igualdade, diferença, movimento e repouso . 
O mundo das ideias é individual. Cada indivíduo nasce com o chamado conhecimento inato: são as formas ou ideias que se encontram no mundo inteligível, fora do espaço ou tempo, de acordo com as quais são organizados os objetos do mundo material.
Já o mundo material é o mundo concreto, percebido por todos os indivíduos por meio dos órgãos dos sentidos. Trata-se de um mundo que representa o mundo das ideias, mas o faz de forma incompleta. Sua representação é inferior e enganosa e, portanto, não nos oferece a Verdade Absoluta.
Essa teoria surge da famosa alegoria mito da caverna  que pode ser encontrada na obra A República de Platão. Tal mito serve como uma metáfora ou ilustração da Teoria das Ideias, revelando, por meio de um diálogo com Sócrates, sua teoria dualista. No mito, pessoas que são presas desde a infância numa caverna e apenas percebem o mundo material por meio das sombras e projeções nas paredes consideram sua realidade, a verdadeira. Entretanto, sabe-se que esse não é o mundo verdadeiro. E sim, ilusório, percebido pelos sentidos daqueles indivíduos e, portanto, inferior e enganosa. 

### Idade Média
Durante toda a Idade Média, houve uma luta pelo poder entre a Igreja Católica e os pensadores da natureza. A Igreja queria impor que ela era a instituição que definiria o que é verdade sobre todos os assuntos, inclusive sobre a natureza. Essa atitude impedia a liberdade investigativa da natureza. Inicialmente o conhecimento grego era banido e a partir do século XII, com Tomás de Aquino e outros "pais da Igreja", algumas visões filosóficas da natureza dos gregos foram incorporadas na Teologia Católica e impostas à sociedade. Dessa forma, a Igreja Católica concentrava em si mesma a autoridade para assuntos religiosos e da natureza, autoridade a qual todos deviam se submeter, sob ameaças de terríveis punições.
No século XVI, Galileu Galilei (1564-1642) lutava pela autoridade da ciência:
| “ | à ciência cabe dizer como vai o céu, e à religião como se vai ao céu. | ” |

Galileu foi pressionado a se retratar diante do tribunal da Inquisição, dizendo que era falsa a ideia de que a Terra girava em torno do seu eixo e em torno do Sol. A postura impositiva da Igreja, o pensamento de que ela deveria ser quem determina a Verdade, também acerca da natureza foi a causa de muitas polêmicas no início da era moderna. A filosofia da natureza passou a lutar para dizer à sociedade que ela poderia estudar a natureza e ter autoridade para emitir pareceres.
Além disso, durante esse período, tem-se a figura de Santo Agostinho. Agostinho de Hipona contribuiu para o desenvolvimento da Filosofia Natural, uma vez que compreendeu que o conhecimento da verdade mundana se daria por meio da razão ou filosofia, enquanto a Fé cristã ofereceria o conhecimento necessário para aproximar a humanidade de seu Criador. Sendo assim, coloca fé e razão num único plano, à procura da verdade. Essa postura favorece o pensamento cristão medieval, já que coloca a filosofia e a ciência em função da Teologia - para ele, a Fé cristã era considerada superior à razão -, mas, ao mesmo tempo, abre caminho para a evolução do pensamento filosófico em um período de grande imposição da Igreja. Santo Agostinho foi muito influenciado pela obra de Platão e pelo pensamento neoplatônico e sua produção filosófica, ainda que não seja considerada um sistema filosófico, trata-se de uma filosofia cristã.

### Idade Moderna
Com a modernidade, a filosofia da natureza desenvolveu métodos próprios de investigação e se tornou institucionalmente laica, isto é, independente da Igreja. A observação e a experimentação foram sendo entendidas como sendo muito importantes para o conhecimento da natureza. Ao longo do tempo a visão sobre como realizar o processo de se conhecer a natureza (Filosofia da Natureza) foi se modificando. René Descartes (1596-1650), um dos filósofos mecanicistas propunha a "realidade dualística", ou seja, a existência de dois mundos separados "o reino de extensão material, de caráter essencialmente geométrico e mecânico" e o "reino  da substância do pensamento, que não possui extensão".
Dessa forma, ele divorciou a mente do corpo pela crença racionalista. O racionalismo é uma corrente filosófica que enfatiza o a priori, as ideias como instrumento para se achegar a Verdade. Para Descartes, o corpo era uma máquina. Na visão mecanicista, a física da máquina ou das invenções humanas é a mesma que a física da natureza. Isso propiciou a visão reducionista, onde o objeto analisado é uma amostra reduzida do mundo. Mais tarde, o reducionismo vai influenciar a ciência moderna, onde o laboratório, a reprodução da natureza no laboratório, é visto como uma amostra reduzida do mundo, e por isso ganha o status de poder ser visto como se fosse a própria natureza. No entanto, sabemos que não é a natureza, mas uma tentativa humana de reproduzi-la.
Gradativamente ia-se rompendo a antiga relação entre a filosofia e a filosofia da natureza, que mais tarde, vem a se chamar ciência. Isso ocorreu quando as ciências individuais (os diversos ramos do saber) passaram a ter pretensão de um conhecimento independente e metodologicamente garantido. Nessa ocasião, a filosofia e a ciência passaram a concorrer. Essa atitude ocorreu no século XIX e foi fundamentada por uma determinada filosofia, ou modo de entender o mundo, designada positivismo.
O positivismo é uma visão filosófica baseada no indutivismo, no verificacionismo e no empirismo. O empirismo é uma doutrina filosófica que entende o experimento como instrumento para se achegar a Verdade absoluta (de forma progressiva). Os positivistas não isentavam o Método Científico das suas limitações em medidas, mas subestimaram a influência da visão de mundo do cientista e as concepções a priori que ele tem a respeito de um objeto de estudo na natureza.  Também superestimavam o experimento (aliado à razão a priori que concebe o experimento e o aparato experimental) como instrumentos para verificar algo, provar algo. Além disso, tinham consigo que a ciência sempre progride de forma linear, o que a história da ciência tem demonstrado ser questionável, pela idas e vindas de concepções científicas ao longo do tempo. Alguns exemplos disso são as concepções ondulatória e particular da luz.
Alguns dos defensores do positivismo foram Francis Bacon (1561-1626), John Locke (1632-1677), George Berkeley (1685-1753), David Hume (1711-1776) e Auguste Comte (1798-1856). O empirismo reduz tudo à experiência, sem se interrogar pelas formas a priori, ou seja, as pré-suposições e a metafísica que a envolve. O verificacionismo é a convicção de que é possível verificar ou provar algo com certeza absoluta (os empiristas acham que isso se dá mediante o experimento, com base na observação; os racionalistas acham que isso se dá por meio da razão). O indutivismo é uma posição filosófica que vê como válido e verdadeiro o exercício racional da generalização de uma afirmação sobre algo específico (no positivismo essa afirmação tem fundamento na observação). Dessa forma, a partir de progressivas observações se conclui uma lei ou princípio geral.

#### A concepção de ciência positivista e religiosa de Comte
O sociólogo ateu Augusto Comte (1798-1856) pretendeu formar uma nova "ciência da sociedade" através do positivismo. A ciência do ponto de vista positivista é uma "ciência exata, metodicamente controlada (pelo método científico); parte de experimentos e observações empíricas, alcançando assim, passo a passo, o conhecimento dos princípios universais e superiores bem como os "fatos", a exemplo o modelo da gravitação de Newton. As ciências naturais assumiram esse caráter pouco a pouco". O que antes era entendido como "fato", verdade absoluta em tal postura, foi chamado pelo filósofo Hilton Japiassu de "puritanismo racionalista"; nele prega-se o primado do racional ou científico sobre outras formas do saber, pela excessiva confiança na razão como configuradora do instrumento que leva a tentativa humana de buscar a verdade absoluta. Hoje a definição de fato científico é feita de forma um pouco diferente, como sabido, sobre tudo no que tange ao divórcio desses com o que denomina-se por  hipótese (ideia).
Comte tinha em vista realizar uma dominação coletiva unindo as forças que lideravam a sociedade (banqueiros e capitalistas) ao círculo de cientistas positivistas, com vistas de que a autoridade da ciência substituísse a autoridade do clero e da nobreza. Augusto Comte defendia que o conhecimento humano individual (os diversos ramos do saber) passa por três estágios: o religioso, o filosófico e o científico. Assim, Comte pensava que havia 3 épocas históricas: Na época religiosa, o homem explica os fenômenos recorrendo a causas sobrenaturais; na época filosófica, explica recorrendo a princípios racionais; na época científica, explica por meio das leis naturais, as quais explicam por si só os fenômenos. Dessa forma ele dava autoridade à ciência para falar sobre a natureza, vencendo o dogmatismo religioso, que consistia na tentativa da Igreja de centralizar em si mesma a autoridade para falar sobre a natureza.
O desejo de Comte era fundar uma "espécie de religião da humanidade" onde o amor pela humanidade seria a "natureza suprema", e assim pregava o altruísmo. O positivismo de Comte tinha os seguintes pilares:
1. ) o real pode ser desvinculado do imaginário;
2. ) o útil, o que tem aplicação para aprimoramento da vida,  deve ser incentivado, e não o "ocioso";
3. ) diante de decisões, o certo é aquilo que tem "harmonia lógica";
4. ) a convicção de que existe o exato e que esse deve ser preferido diante do incerto;
5. ) o construtivo (a ideia de progresso) deve ser escolhida em detrimento da postura "crítica-negativa"; e
6. ) o relativo (para frear a imposição e pretensão dogmática de absolutez da teologia e da metafísica).[14]

### Da Idade Moderna à Contemporânea
Grandes revoluções no pensamento científico, principalmente na Física, com a Física Quântica e a Relatividade de Einstein, incentivaram maiores estudos de história e epistemologia das ciências no século XX. Gaston Bachelard, Karl Popper, Thomas Kuhn, Paul Feyerabend, Imre Lakatos e outros cientistas, filósofos e historiadores da ciência tentaram descrever o processo de se fazer ciência com base nos estudos de história da ciência e da lógica. Eles perceberam, pelo desenvolvimento científico que ocorreu na passagem do século XIX para o XX, que as pressuposições positivistas acerca da ciência, como a confiança exacerbada na observação e também nos pressupostos lógicos que levavam a criação dos experimentos, eram pontos que deveriam ser reformados na epistemologia na ciência. Esses filósofos da ciência levantaram a presença de diversos fatores subjetivos na forma de pensar dos cientistas que acabaram por propiciar inclusive os enganos a respeito da natureza. Assim, a imaginação, a visão da pessoa sobre Deus ou os Deuses e a origem do Universo, seu contexto social, político, suas premissas sobre eficácia de dispositivos e aparatos experimentais (e de que esses reproduzem com fidelidade a natureza, suas preconcepções ou crenças acerca do comportamento da natureza, são elementos que devem ser considerados ao analisar-se o processo de fazer ciência - mesmo que ao rigor da definição moderna de ciência estes devam ser excluídos do referido processo. De tais considerações configurou-se e estabeleceu-se o método científico conforme válido atualmente; visando entre outros a servir como um filtro para minimizar ao máximo tais influências de origem pessoal dentro da ciência ao exigir coerência constante, a mais simples e abrangente, com o mundo natural.
Atualmente sabemos que o experimento laboratorial é uma tentativa de reprodução do que acontece na natureza, expondo parte da natureza mas não a natureza em sua totalidade. Dessa forma, simplificamos a natureza para que possamos estudá-la, pois se não conseguimos dar conta do número imenso de variáveis que envolvem um sistema natural ou real simultaneamente, temos que fazê-lo por partes. A mensuração é um processo limitado de um sistema escolhido segundo hipóteses e pré-suposições de natureza teórica, que pode ser refinado até o limite da execução prática, não encerrando, entretanto, precisão absoluta. Nestes termos, a descrição completa da natureza em seus mínimos detalhes não é algo alcançável mesmo para a ciência moderna: a ciência constrói modelos da natureza, e a compreende através destes modelos. Estes podem ser refinados até o limite imposto por condições práticas, mas por mais que se trabalhe o mesmo, um modelo da natureza não é a natureza em si. Neste aspecto a historia da ciência tem mostrado que produzir conhecimento válido a cerca da natureza é um grande desafio para a humanidade.

## Limitações das Ciências e das Religiões

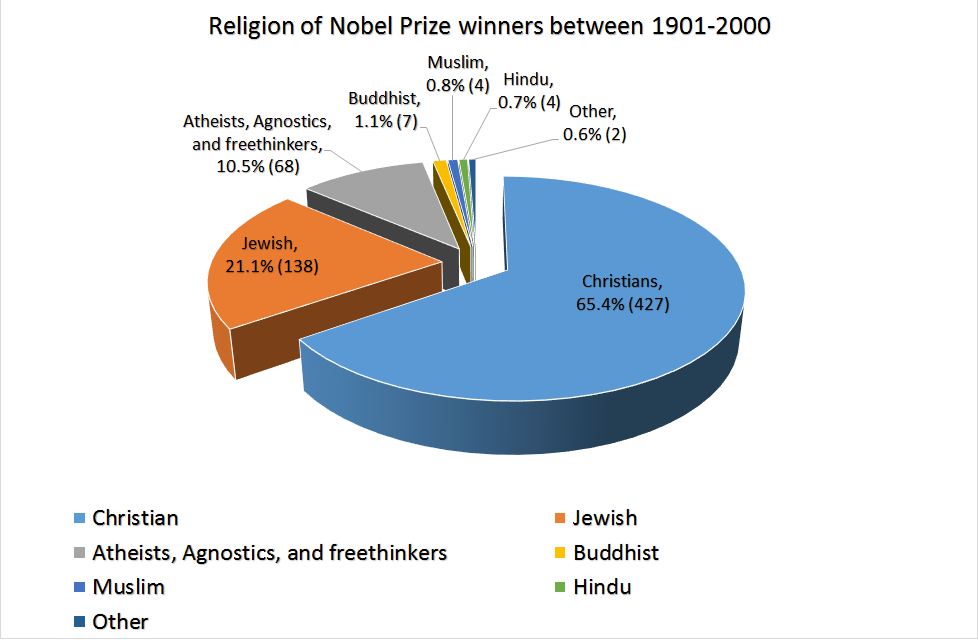
Religiões dos vencedores do Prêmio Nobel entre 1901 e 2000.

É inerente ao ser humano a busca de compreender o que costuma-se classificar como sobrenatural (e assim entender sua origem e propósito, não obstante em senso comum a ele conectado); e também de conhecer a natureza, bem como conviver nela e com ela; entre outros para dela extrair seu sustento e provisão de forma sustentável. O ser humano tem seus pareceres sobre ambos, sobre deus ou deuses e sobre a natureza; pois é um ser integral, que pensa sobre sua origem e fim e que está inserido na natureza. Ele leva consigo sua visão de mundo em todas as atividades nas quais se envolve. Suas hipóteses e maneiras de pesquisar sofrem influências de sua maneira de pensar sobre o mundo, ou seja, sua subjetividade está presente consigo em todas as atividades que realiza. As evidências da presença dessas subjetividades no processo de se fazer ciência tem sido relatada por diversos estudiosos da história e filosofia da ciência como Karl Popper, Thomas Kuhn, Gaston Bachelard, Imre Lakatos, Alexandre Koyré e outros.
O ramo da filosofia que trata das visões sobre como o ser humano vem a conhecer, ou seja, constrói o conhecimento, é chamado epistemologia. Em se tratando de filosofia da ciência, existem várias posturas e convicções de como o conhecimento científico se dá. Portanto, há uma variedade de posições e convicções (visões) epistemológicas sobre a ciência.

### Natureza das práticas científicas: abordagem histórica
Desde o século XVI até os dias de hoje, tem sido comum a visão de que a religião e a ciência empregam diferentes métodos para se dirigirem a questões diferentes, ou mesmo similares; o método da ciência caracterizando uma abordagem objetiva para mensurar, calcular e descrever o universo natural, físico e material; e o método das religiões o fazendo de forma bem mais subjetiva, baseando-se esse, entre outros, nas noções variáveis de autoridade, revelação, intuição, crença no sobrenatural, na experiência individual, ou, a fim de compreender o universo, uma combinação dessas. Contudo, filósofos da ciência como Thomas Kuhn, através da história da ciência, perceberam que os elementos subjetivos do ser humano estão também presentes no ser humano que analisa a natureza ou que faz ciência. Sendo assim, as pré-suposições; as hipóteses e modelos teóricos; os métodos de raciocínio dedutivos (vinculados à hipóteses e convicção de que se esgotaram as variáveis do problema pelo modelo empregado) e indutivos (onde faz-se uso de generalizações); formas de medições do objeto de estudo e os sensores dessas medições; todas variáveis que fazem parte também da prática científica, são muitas vezes subjetivas, limitadas e contaminadas pelas visões que cada cientista traz consigo, independente do seu desejo de manter-se imparcial e de sua postura ética de compromisso em buscar a verdade e dar testemunho fiel do que percebe.

### Limitações e enganos da ciência
As limitações da ciência e a natureza dos caminhos tortuosos pelos quais ela se faz atrelam-se diretamente à condição de atividade humana que ela é. Isso de forma alguma a invalida, e certamente ela tem dado importantes contribuições para a humanidade, a exemplo as vacinas, a energia elétrica, arefrigeração de alimentos, etc.; além de melhor o entendimento acerca do comportamento da natureza, mesmo sendo esses conhecimentos tidos - segundo o próprio Método Científico -   como limitados, eternamente provisórios, sujeitos a evoluções ou até mesmo modificações completas.
Algumas visões científicas que mais tarde foram consideradas enganos da ciência, mas que influenciaram fortemente o pensamento humano da época, envolveram temas como a possibilidade do infinito, a natureza da matéria e das reações químicas, a origem da vida, a causa das epidemias, e outros. Alguns exemplos de enganos da ciência foram: o modelo Geocêntrico (a concepção de que os planetas giravam em torno da Terra), a geometria euclidiana atrelada ao universo, o calórico (acreditava-se que o calor era uma substância e não uma forma de energia), etc. Convém mencionar que o uso do termo engano é referente a comparações entre teorias antigas e teorias posteriores, já que o conhecimento científico está constantemente em construção (ver item Ciências e Religiões: construções humanas).
A ciência conta com rigores, e busca valer-se da observação, experimentação, mas também de hipóteses, modelos, raciocínio lógico para entender melhor a natureza e ajudar a sociedade a ter melhor qualidade de vida (provisão, sustento, sobrevivência). No entanto, os cientistas, como todos os seres humanos, não estão isentos de equívocos pois muitas vezes a natureza se mostra diferente da forma como o homem a supôs, já que as limitações humanas impedem de controlar todas as variáveis da experimentação e as conjecturas da mente humana às vezes se enganam e não conseguem alcançar a complexidade do mundo ao nosso redor. Portanto, tanto a razão (conjecturas racionais) quanto a observação (limitadas aos sentidos humanos: tato, audição, visão, e equipamentos que o homem concebe para realizar medições) são restritos, falhos e limitados.
Segundo Martins, "apesar de todas as idas e vindas e das incertezas perpétuas, não há dúvidas de que nosso conhecimento científico é superior ao de dois séculos atrás, ou da Antiguidade. Porém, é aceitando as incertezas e abandonando o dogmatismo cego que a ciência poderá continuar a progredir e a se transformar. E não por meio de um otimismo ingênuo e desprovido de crítica".
Nesses termos, entra em cena o fato de todo ser humano tem alguma posição sobre os deuses e o sobrenatural, e querendo ou não sua visão a esse respeito influencia todas as demais áreas do seu viver. Em princípio somos seres integrais e não podemos separar nossa visão sobre os deuses da visão que temos acerca da natureza. Mesmo frente ao sucesso que a ciência vem alcançando no corrente século e passado, não seria insensato solicitar que todas as posturas devam ser respeitadas; e que deve-se evitar posturas intolerantes ou atitudes que diminuam qualquer ser humano pela sua concepção sobre deuses ou sobre a natureza, mesmo porque não são todos as pessoas que possuem doutorado em alguma área científica. Tais ideias funcinam, assim, como críticas aos modelos científicos estabelecidos, críticas que não devem ser coibidas, embora devam ser certamente debatidas. É nesse ponto que destaca-se a constatação de que a relação histórica entre ciência e religião é bem mais complexa do que muitos supõem.

### Exemplos de enganos da Ciência na história da humanidade
Alguns exemplos de enganos de teorias científicas ou revoluções de pensamentos científicos ao longo da história foram a reforma da Gravitação Newtoniana com a Teoria da Relatividade Geral de Einstein, por exemplo. Mas assim ocorrem as mudanças de visões sobre o comportamento da natureza ao longo da história, que fazem parte da ciência, e como a história da ciência mostra, às vezes há retomadas de posições teóricas muito antigas, séculos depois, quando se percebe alguma inconsistência na visão atual. Um exemplo disso é a visão atomista, que vinha desde os gregos antigos e que depois foi deixada de lado pela visão aristotélica dos 5 elementos e depois de séculos retomada. Outro exemplo seria a natureza corpuscular da luz, que era a visão de Newton, que foi abandonada pela visão ondulatória de Huygens e posteriormente retomada por ocasião da Física Moderna, que propiciou o nascimento da Física Quântica.

### Limitações das Religiões
Tanto a ciência quanto a religião são construções humanas, e como tais, sujeitas a equívocos e às limitações humanas. Tanto as ciências quanto as religiões mudam com o tempo. As religiões baseiam-se geralmente (mas nem sempre) na interpretação de escrituras tidas como sagradas, ou seja, na hermenêutica, o ramo da teologia que estuda o deus judaico-cristão e outras divindades ou deidades. As religiões e as ciências sofrem influências de visões de mundo e de interesses de natureza política, social, econômica, filosofia, etc., devido às suas condições de instituições humanas. Portanto, essas influências acontecem com todas as instituições humanas, incluindo as religiosas e as comunidades científicas.

### Exemplos de enganos das religiões na história da humanidade
Por ser historicamente muito muito mais antiga que a ciência em acepção moderna, quando os dogmas religiosos foram estabelecidos, diante do que já se conhece hoje, pouco ou praticamente nada se conhecia acerca do comportamento do mundo natural. Dada a curiosidade humana inata, necessitando explicar de alguma forma os fenômenos observados, a explicação mais óbvia e em senso comum, a de que esses atrelavam-se aos desejos, vontades e ações dos deuses, foi por muito tempo assumida como verdadeira, e os debates giravam em torno da questão do porque os deuses agirem dessa ou daquela forma, e de como poder-se-ia agradá-los a fim de que eles concedessem aos meros mortais graças e não punições. Com o avanço da ciência, à medida que ganhou-se conhecimento acerca da inter-relação e causalidade dos fenômenos naturais, tal visão religiosa gradualmente perdeu espaço, e talvez essa concepção configure-se como o maior engano já cometido pelas religiões.
A incompreensão ou compreensão inadequada da regras físicas - segundo a ciência inexoravelmente - atreladas aos processos naturais e que aos olhos comuns mostram-se como extraordinários fez surgir ao longo da história relatos que renderiam tomos inteiros envolvendo os que os religiosos denominam por milagres. Instituições como a Igreja Católica têm vários e vários desses relatos registrados em seus acervos históricos; sendo inclusive pré-requisito para a santificação de um membro o registro da execução de pelo menos um milagre mediante a solicitação ou intervenção do mesmo.
Embora ainda enormemente difundido na cultura religiosa atual, não há relato de milagres que sobreviveram ao escrutínio metodológico da ciência. A crença exacerbada nos mesmos constituem nesses termos um erro épico atrelado à metodologia religiosa quer primordial, quer atual; engano que já custou e ainda custa a vida de varias pessoas, inclusive.

### Conclusão
A religião e a ciência não são instrumentos para se atingir a Verdade Absoluta, pois estão sujeitas a erros por serem feitas por seres humanos, muito embora possam existir posturas dogmáticas, impositivas ou intolerantes, tanto acerca da religião quanto da ciência. Contudo, para aqueles que creem em deuses, em um criador no caso do monoteísmo - estes são geralmente a verdade e as escrituras sagradas são a verdade reveladas, de autorias das próprias divindades, feita mediante o uso de escritores designados e inspirados por eles. Posturas dogmáticas e intolerantes surgem da busca de ter status, autoridade sobre o outro, para fins de exercício de poder e domínio sobre os outros (ligados a auto-exaltação e orgulho humanos).
Infelizmente, a história da humanidade mostra que houve uso de intolerância, imposição e dogmatismo tanto das religiões quanto da ciência. Exemplos dessas intolerâncias são respectivamente a Inquisição na Idade Média e o dogmatismo científico de alguns cientistas da atualidade. Nesse sentido, deve-se evitar toda postura que deprecie ou desvalorize a concepção do nosso próximo e fira os valores de igualdade entre todas as pessoas, quer advinda das religiões ou da ciência. A igualdade e respeito vêm sendo objetos de luta e metas para o bom convívio pretendidas por diversos organismos normativos do mundo, valores os quais os direitos humanos visam resguardar.

## Uma questão de escolha?
Há diversas posturas ao se considerar as relações entre ciência e religião. Estas vão da incompatibilidade completa à fusão entre ciência e religião. Nada impede, entretanto que alguns posicionamentos apresentem elementos de mais de uma dessas posturas ou categorias. Os defensores destas posições apresentam, cada qual, argumentos defendendo seu ponto de vista e criticando os outros pontos. A avaliação dos mesmos fica a cargo do leitor.

### Posição atual da ciência frente aos dogmas
Na visão positivista da ciência (ver também item Relações entre Ciências e Religiões na história - na Idade Moderna), tem-se o Método Científico como separador de águas entre conhecimento científico e não científico. O Método Científico considera as evidências naturais - que após algumas considerações dão origem aos ditos fatos científicos - como as verdades absolutas envolvidas na produção do conhecimento. Sobre estes fatos - que juntos formam um único conjunto válido em sua íntegra para todas as cadeiras científicas - ideias são propostas visando conectá-los em uma relação natural de causa e efeito. As ideias em ciência jamais são tidas como verdades absolutas uma vez que estão obrigatoriamente em perpétuo teste, em perpétuo confronto com os fatos conhecidos, e principalmente, com os fatos que por ventura venham a ser descobertos. As ideias são sempre abertas a mudanças para que possam se ajustar a todos os fatos até então conhecidos de forma harmônica, formando de forma indissociável, juntamente com estes, o que denomina-se por teoria científica. Assim, o método científico proíbe explicitamente a existência de dogmas dentro da ciência. A ciência e suas teorias evoluem com o tempo.
As ideias dogmáticas, tidas como verdades absolutas, encontram-se geralmente registradas em um tomo sagrado; sendo estas sempre absolutas e incontestáveis, mas raramente escritas de forma denotativa e sim conotativa, e não obstante reveladas por um ou mais seres onipotentes, oniscientes e onividentes (deuses) - seres para os quais não há evidências concretas de existência, sendo os mesmos matéria de fé - são os pilares de quase a totalidade das religiões. Quando fatos naturais confrontam diretamente com os dogmas de uma religião, dogmas estes também fundados na fé - o que geralmente acontece quando a religião e seus dogmas procuram dar conta da compreensão dos fenômenos encontrados no mundo natural em que vivemos - as religiões veem-se obrigadas a renegar tais fatos, ignorá-los, ocultá-los, ou "ajustá-los" a seus dogmas; uma vez que seus dogmas não podem mudar para ajustarem-se aos fatos contraditórios. Associada ao fanatismo de muitos, muitos foram os casos onde os citados fatos, juntamente com seus descobridores, acabaram literalmente incinerados.
Galileu Galilei, pai da ciência moderna e do método científico, não provou, por pouco, esta postura dos religiosos diante dos fatos; sofrendo entretanto penalidades impetradas por seus inquisidores que, não muito menores, se não o mataram em termos carnais, o mataram, sem a menor cerimônia, por completo, no que tange à sua produção científica e ao "incômodo" que estas causavam.
Embora verdade que um dos pilares do Método Científico coíba o dogmatismo dentro da ciência - pois esse quase nunca é forma coerente de se produzir conhecimento válido sobre o universo natural - é de importância relatar que essa, contudo, restringe-se em simplesmente não adotar ideias dogmáticas. Ela não avança para além disto, passando por si a combater toda e qualquer ideia dogmática. A ciência não está em guerra declarada com a religião, portanto. Confrontando com a ideia anterior, contudo, é verificável que a história da ciência é rica de relatos sobre derrocadas geralmente dolorosas de dogmas, muitas vezes milenares, frente a fatos naturais gradualmente descobertos ao longo do tempo, não apenas no que tange às posturas extremistas dos religiosos, mas certamente também no que tange posturas extremistas de cientistas às vezes renomados dentro da própria ciência.
Acerca das deidades, a posição da ciência atual frente à religião não é portanto a de negar a possibilidade de existência de um deus ou deuses: a ciência não afirma que deus ou deuses não existem. Contudo a posição da ciência atual é uma posição acerca da natureza; onde todo e qualquer fato ou fenômeno naturais são automaticamente objetos de estudo; e nestes termos a ausência de fatos sobrenaturais que corroborem de forma não ambígua a existência de deidade(s) coloca a metafísica e a teologia fora do alcance da ciência e da realidade científica.  A proposta "Há um deus onipotente, onisciente e onividente"  é por definição uma hipótese não científica pois, assim como a afirmação "as esmeraldas são verdes ou não são verdes", esta viola as fronteiras que delimitam uma hipótese científica; a de ser testável e necessariamente falseável frente aos fatos naturais. Ambas as hipóteses citadas não são falseáveis frente aos fatos. Não podendo ser por esses contraditas, também não podem ser por esses, frente a lógica, corroboradas; e situam-se nesses termos, por redundância, fora dos domínios da ciência e das explicações científicas para o mundo natural.
Resume-se sensatamente a postura da ciência atual na seguinte frase "A ciência não entra nos méritos dos deuses". Nestes termos é perfeitamente possível uma coexistência entre ciência e religião visto que a ciência não estende-se além das fronteiras do mundo natural, não manifestando-se e portanto não podendo, assim, impor condição alguma sobre qualquer dogma presente nas doutrinas religiosas, provido expressamente que estes dogmas não entrem em contradição com fato natural - fato científico - ou teoria científica natural alguma. Neste termos a religião seria uma extensão da ciência para além do mundo natural; para além das fronteiras do conhecido, coexistindo harmonicamente com a ciência. Contudo, o inverso não é verdadeiro. Não há espaço para dogmas e posturas dogmáticas dentro da ciência em sua versão moderna, e a ciência não preocupa-se com o estudo de "universos" ou "fenômenos" fisicamente inacessíveis ou acessíveis apenas via imaginação, crença ou simplesmente fé. Estes estão fora de seu domínio, e por tal, ela nada afirma ou desafirma sobre os mesmos.
Conflitos entre religião e ciência surgem apenas quando dogmas religiosos querem se impor sobre fatos naturais verificados e teorias científicas que apresentam explicações naturais para tais fatos, mesmo quando em contradição explícita a esses. Nestes termos, a postura dogmática religiosa acaba tendo por inimiga a ciência, pois os fatos naturais, como fatos científicos verdadeiros, são necessariamente alvo de estudos da ciência e suas teorias. Contudo este não é um problema para a ciência - que não preocupa-se em princípio com os dogmas religiosos - e sim um problema para os religiosos e suas posturas dogmáticas apenas, provido que estes não queiram valer-se de autoridade política ou de massa para fazerem prevalecer seus dogmas, caso último em que a ciência não pode abster-se e entra em cena, gerando conflitos muitas vezes de proporções épicas nos casos mais acirrados.

### Posição de conflito
Essa posição enfatiza as diferenças entre as ciências e as religiões e entende a educação religiosa como sendo incompatível com a educação científica. Essa visão tem grande influência da religião positivista de Comte, comentada no histórico dessa página, onde a religião é vista como uma etapa cognitiva inferior na história da evolução do conhecimento da humanidade (ver: histórico). Assim, para as pessoas que adotam essa posição, a educação religiosa é uma ameaça à educação científica pois há, segundo elas, "incompatibilidades metafísicas, doutrinárias, metodológicas e atitudinais".
Algumas pessoas que aderem a essa visão negam as relações entre ciência e religião. Essas são também denominadas "puritanistas racionalistas" porque são adeptos do racionalismo, sistema em que a razão é erigida como sistema absoluto. Segundo Japiassu, os adeptos do racionalismo promovem um cientificismo que declara que "a ciência constitui o único caminho susceptível de conduzir-nos à Verdade, consequentemente ao Bem e ao Justo. O racionalismo difere-se da racionalidade. A Racionalidade prima pelo uso da razão e é pela razão que se compreende que a razão é limitada, não sendo, assim, onipotente. O racionalismo é uma "crença segundo a qual todo objeto só pode ser pensado e resolvido por um bom uso da razão". O racionalismo pode ser visto como uma visão de mundo que exclui todo irracional, emocional, sentimentos, necessidades, paixões, enfim, toda subjetividade.
É de importância ressaltar que tais posturas cientificistas transcendem o conceito de ciência propriamente dito. Embora certamente exclua a irracionalidade de suas teorias - dado o naturalismo metodológico e confronto com a realidade factual  - a ciência não exclui o emocional e a subjetividade tangíveis atreladas à realidade dos seres. Mesmo por vezes contando com profissionais que transcendem os limites científicos em suas análises, áreas como a psicologia são a princípio compatíveis com o conceito de cadeira científica.

#### O Racionalismo e o Cientificismo
O racionalismo e o cientificismo ganharam terreno na 2ª metade do século XIX, quando a ciência quis revestir a si mesma do poder de tudo explicar, colocando-se a si mesma como referência absoluta, passando assim a executar o papel de religião sobre a sociedade. Por isso as religiões são  vistas como algo ligado à fé, ao subjetivo e à irracionalidade e a ciência à razão baseada no experimento científico.  Por esses motivos é que há a superioridade da ciência no entendimento do universo conhecido e desconhecido.
Os cientistas dessa visão usam a própria ciência para fazer afirmações sobre deus ou deuses, como é o caso de Richard Dawkins no livro "Deus, um delírio", que considera os crentes em qualquer deus como sendo negacionistas e que é mais sensato não crer em deuses (ver Movimento bright). Para Dawkins a hipótese da existência de deus(es) conforme definido(s) pelas religiões é testável frente às evidências naturais. O um universo dotado de um criador onipotente, onisciente e onipresente teria uma configuração muito distinta do universo observado e conhecido. Dawkins mostra ainda que é factualmente incorreta a ideia do homem como objetivo final da criação divina. Ao lado de Dawkins, outros autores contemporâneos como Daniel Dennett, Sam Harris, Christopher Hitchens e Michel Onfray consideram que não há benefícios decorrentes da religião e que estas exercem influências negativas sobre as sociedades humanas (ver antiteísmo).
Segundo argumentação dos defensores da incompatibilidade, ciência e religião são incompatíveis pois produzem conhecimentos de forma exatamente opostas. Conforme já dito, em ciência tem-se, em acordo com a definição moderna, o Método Científico como separador de águas entre conhecimento científico e não científico. O Método Científico considera as evidências naturais - que após algumas considerações dão origem aos ditos fatos científicos - como as verdades absolutas envolvidas na produção do conhecimento científico. Sobre estes fatos, que juntos formam um único conjunto válido em sua íntegra para todas as cadeiras científicas, ideias são propostas visando conectá-los em uma relação natural de causa e efeito.
A religião tem-se justamente o contrário. As ideias dogmáticas, tidas como verdades absolutas, encontram-se geralmente registradas em um tomo sagrado, sendo estas sempre absolutas e incontestáveis mas raramente escritas de forma denotativa e sim conotativa, e não obstante reveladas por um ou mais seres onipotentes, oniscientes e onividentes (deus ou deuses), seres para os quais não há provas concretas de existência - sendo os mesmos matéria de fé - são os pilares de qualquer religião.

#### Os dogmatismos científico e religioso e seus perigos
O dogmatismo científico é uma reação ao dogmatismo religioso. Historicamente, quando evidências naturais confrontaram diretamente os dogmas de uma religião, fundados na fé (e não em evidências de observações), a Igreja Católica, demais instituições ou mesmo líderes religiosos locais, por não quererem perder suas autoridades para falar o que é verdade também acerca da natureza, perseguem os que pensavam de forma diferente, agindo de forma intolerante e impositiva. Um exemplo disso está no embate entre Galileu Galilei e A Igreja Católica.
O autoritarismo religioso ocorre quando a religião e seus dogmas procuram dar conta da compreensão dos fenômenos encontrados no mundo natural em que vivemos, e não obstante das normas sociais de convívio. O lado oposto a esse é o cientificismo dogmático, que pretende, utilizando a ciência (bem como sua autoridade) com o mesmo propósito. O dogmatismo, tanto das religiões quanto das ciências, é algo nocivo; impede o diálogo, gera o conflito e até mesmo a violência. Tanto as religiões quanto as ciências são construções humanas e, como tais, passíveis de enganos e sujeitas as limitações intrínsecas ao ser humano. Uma postura não autoritária implica, para com os que creem nos deuses e as escrituras sagradas, nas revelação do(s) criador(es), e que esses são a Verdade, respeito; assim como implica respeito para aqueles que não creem em um deus ou deuses. O dialogo e a comunicação têm sido citados por pedagogos e psiquiatras como importantíssimos para a construção do conhecimento do indivíduo e da sociedade, bem como a transparência e liberdade de diálogo e na comunicação não-violenta, imprescindíveis para evitar conflitos entre as pessoas.
Particularmente acerca das hipóteses científicas, a fim de se evitar autoritarismo, as ideias em ciência não devem jamais ser tidas como verdades absolutas uma vez que estão obrigatoriamente em perpétuo teste, em perpétuo confronto com os fatos conhecidos, e principalmente, com os fatos que por ventura venham a ser descobertos. As ideias são sempre abertas a mudanças para que possam se ajustar a todos os fatos até então conhecidos de forma harmônica, formando de forma indissociável, juntamente com estes, o que denomina-se por teoria científica. As ideias devem sempre manter conexão com fatos verificáveis. Nesse ponto a história da ciência é relevante pois mostra que mesmo os rigores da razão e do experimentos e as incertezas oriundas a eles não impedem a ciência de cometer equívocos épicos oriundos de enganos nas pré-suposições, hipóteses, na concepção da forma de medir e aparatos experimentais e muitas outras variáveis de ordem subjetiva como as influências econômicas e sociais que direcionam a comunidade científica e suas investigações. E certamente alguns desses enganos tem perdurado por vários séculos e os enganos tem feito parte da atividade científica ao longo da história como regra e não como exceção. (ver item limitações da ciência e das religiões). E nesse ponto histórico torna-se evidente que não se pode negar a relação histórica entre ciência e religião, onde observa-se enganos igualmente épicos; a exemplo o geocentrismo, que perdurou como uma visão dogmática por mais de milênio; e os enganos derivados da ignorância ou subestimação do naturalismo e do método científicos, como a crença exacerbada em milagres, que não raramente implicam risco de morte a seus seguidores.

### Posição de complementaridade ou integração
Na posição de complementaridade ou integração, as semelhanças entre a ciência e a religião são enfatizadas. A ciência trata das questões naturais e experimentáveis ou verificáveis, mas as respostas aos problemas existenciais cabe à religião. Portanto, há uma complementaridade. Um exemplo dessa posição é o geneticista Francis Collins, que não vê incompatibilidade entre ser um cientista e ter fé.
Até o século XIX, a maioria dos cientistas eram teístas. A partir da 2ª metade do século XIX, a posição de conflito tem sido a mais frequente na comunidade científica

### Posição de indiferença
A outros a questão não interessa. Ou se é simplesmente religioso, ou simplesmente cientista. A forma paralela não importa.

### Posição de fusão
Algumas optam por uma fusão entre as formas de ver mundo. Há religiões que incorporam características da ciência e "ciências" com características de religião: Cientologia é um exemplo disso.

## Ciência, religião e a arte
Ver Ciência,_Religião_e_a_Arte.

## Cosmovisões
Outra maneira de perceber as posturas diante de ciência e religião são as cosmovisões relativas à origem do mundo e de seu governo:
- A: Criacionismo e/ou Design Inteligente  – um ser ou seres onipotentes criaram o mundo e o primeiro homem. Ao passo que os criacionistas declarados definem explicitamente o criador, o desenho inteligente procura evidenciar a existência e necessidade de um criador, mas abstêm-se por princípio de estudar em si o criador, objetivando viabilizar uma interpretação científica para o mesmo [53]

- B: Big Bang; Abiogênese; Biogênese e Evolução - Paradigmas científicos que explicam respectivamente a origem do universo, a origem da vida, e a diversidade e complexidade da vida como resultado de transformações eventuais e seletivas de organismos vivos mais simples - mediante processo de reprodução - decorrentes de leis naturais.

As pessoas se situam diante dos temas: excluindo, conciliando ou fundindo.